# Frida Dokken
Frida Tormodsgard Dokken (* 4. Juni 2001) ist eine norwegische Biathletin. Sie gewann 2023 ein Rennen im IBU-Cup feiern und wurde 2020 Jugendweltmeisterin.

## Sportliche Laufbahn
Frida Dokken bestritt ihre ersten internationalen Wettkämpfe beim Europäischen Olympischen Jugendfestival 2019 in Sarajevo und gewann mit der Mixedstaffel auf Anhieb Gold. Im folgenden Jahr nahm sie in der Lenzerheide erstmals an Jugendweltmeisterschaften teil und war mit Tuva Aas Stræte und Maren Bakken im Staffelrennen siegreich. Bestes Individualergebnis war Rang 7 in der Verfolgung. Nach einem Jahr ohne internationale Auftritte war Dokken bei den Juniorenweltmeisterschaften 2022 wieder im norwegischen Aufgebot und gewann im Verfolgungswettkampf mit Bronze auch ihre erste Einzelmedaille. Nach Saisonende siegte sie zudem als Vertreterin Buskeruds mit der Damenstaffel bei den nicht topbesetzten nationalen Meisterschaften.
Mit Beginn der Saison 2022/23 startete die Norwegerin erstmals im IBU-Cup und erzielte noch vor dem Jahreswechsel erste Top-10-Platzierungen. In Osrblie erreichte sie im Supersprint hinter Landsfrau Maren Kirkeeide ihr erstes Podest auf dieser Ebene, am selben Wochenende gelang ihr an der Seite von Mats Øverby in der Single-Mixed-Staffel auch der erste Sieg. Ihre ersten Europameisterschaften verliefen wenig erfolgreich, dafür verteidigte Dokken mit Tuva Aas Stræte und Ida Lien bei den norwegischen Meisterschaften ihren Titel erfolgreich. Für die Folgesaison wurde die Norwegerin in der B-Nationalmannschaft behalten, überzeugte aber bei den Saisonvorbereitungsrennen in Sjusjøen insoweit, dass sie im neu strukturierten norwegischen Frauen-Weltcupkader einen Startplatz für das Weltcupwochenende von Östersund bekam. Dort konnte sie mit den Rängen 46 und 65 in Einzel und Sprint allerdings nicht unbedingt überzeugen, womit sie wieder in den IBU-Cup versetzt wurde und dort einen sechsten Platz erreichte. Da Dokkens Leistungen auch auf dieser Ebene abfielen, bekam sie ab Mitte Januar keinen Startplatz mehr und lief für den Rest der Saison im Norgescup. Im Winter 2024/25 stieß sie erst im Februar nach dem Saisonhöhepunkt zum IBU-Cup-Team und erreichte in Ridnaun und Otepää als Bestergebnis je einen neunten Platz.

## Statistiken

### Weltcupplatzierungen
Die Tabelle zeigt alle Platzierungen (je nach Austragungsjahr einschließlich Olympische Spiele und Weltmeisterschaften).
- 1.–3. Platz: Anzahl der Podiumsplatzierungen
- Top 10: Anzahl der Platzierungen unter den ersten zehn (einschließlich Podium)
- Punkteränge: Anzahl der Platzierungen innerhalb der Punkteränge (einschließlich Podium und Top 10)
- Starts: Anzahl gelaufener Rennen in der jeweiligen Disziplin
- Staffel: inklusive Mixed- und Single-Mixed-Staffeln

| Platzierung               | Einzel | Sprint | Verfolgung | Massenstart | Staffel | Gesamt |
| ------------------------- | ------ | ------ | ---------- | ----------- | ------- | ------ |
| 1. Platz                  |        |        |            |             |         |        |
| 2. Platz                  |        |        |            |             |         |        |
| 3. Platz                  |        |        |            |             |         |        |
| Top 10                    |        |        |            |             |         |        |
| Punkteränge               |        |        |            |             |         |        |
| Starts                    | 1      | 1      |            |             |         | 2      |
| Stand: Saisonende 2023/24 |        |        |            |             |         |        |

### Jugend-/Juniorenweltmeisterschaften
Dokken nahm 2020 an den Jugend- und 2022 an den Juniorenwettkämpfen teil.
| Weltmeisterschaften | Weltmeisterschaften | Einzelwettbewerbe | Einzelwettbewerbe | Einzelwettbewerbe | Damenstaffel |
| Jahr                | Ort                 | Einzel            | Sprint            | Verfolgung        | Damenstaffel |
| ------------------- | ------------------- | ----------------- | ----------------- | ----------------- | ------------ |
| 2020                | Lenzerheide         | 12.               | 27.               | 7.                | 1.           |
| 2022                | Soldier Hollow      | –                 | 4.                | 3.                | 4.           |

### IBU-Cup-Siege
| Nr. | Datum        | Ort     | Disziplin              |
| --- | ------------ | ------- | ---------------------- |
| 1.  | 8. Jan. 2023 | Osrblie | Single-Mixed-Staffel 1 |